# Das Mädchen, das den Lord nicht wollte
Das Mädchen, das den Lord nicht wollte ist eine US-amerikanische Filmkomödie aus dem Jahr 1935 von Wesley Ruggles mit Claudette Colbert, Fred MacMurray und Ray Milland in den Hauptrollen. Der Film wurde von Paramount Productions produziert und basiert auf einer Originalstory von Jack Kirkland und Melville Baker.

## Handlung

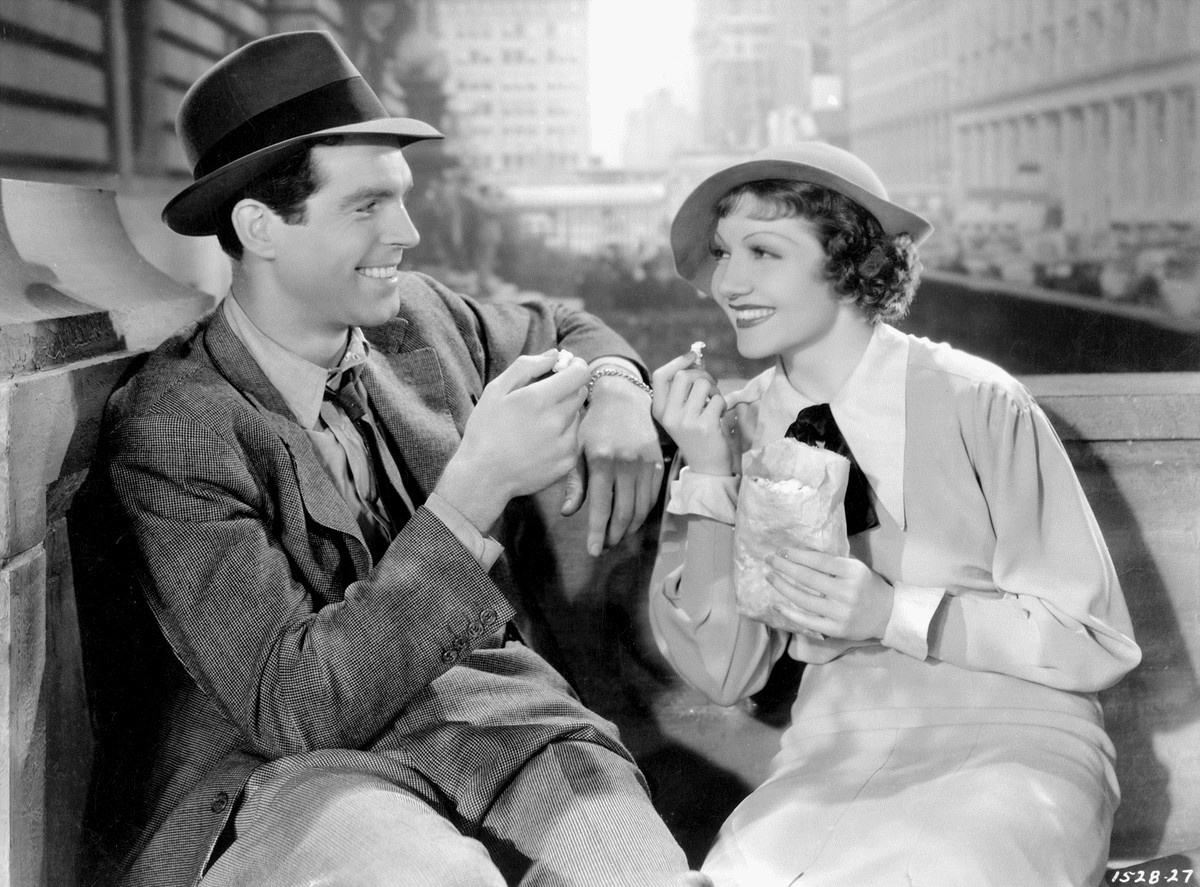
Fred MacMurray und Claudette Colbert auf der Bank

Die Stenografin Marilyn David, kurz Lynn genannt, und ihr bester Freund, der Reporter Peter Dawes, treffen sich jeden Donnerstagabend auf einer Bank im Park der New York Public Library, wo sie Popcorn essen. Eines Tages lernt Lynn den englischen Aristokraten Charles Gray kennen, der im Urlaub ist. Sie verlieben sich ineinander, wobei er seine königliche Identität geheim hält. Charles ist bereits mit einer Britin verlobt und als er seinem Vater, Lloyd Granville, Duke of Loamshire, erzählt, dass er Lynn heiraten möchte, besteht der Duke darauf, dass sie nach England zurückkehren und die Verlobung ordnungsgemäß lösen.
Charles belügt Lynn über den Grund seiner Abreise aus New York, aber Pete trifft die Granvilles am Dock, wo Charles ihm erzählt, dass ihm in New York nichts Bedeutendes passiert sei und dass er immer noch verlobt sei. Wütend darüber, dass Charles die Frau, die er liebt, ausgenutzt hat, druckt Pete einen Artikel über Lynn, die er „No Girl“ nennt, wodurch Charles schweren Herzens nach England zurückkehren muss. Als die Granvilles an Bord des Schiffes erfahren, dass die Verlobung aufgrund des Skandals gelöst wurde, nimmt der Duke an, dass Lynn versucht, ihn zu erpressen. Charles schickt Lynn daraufhin ein Telegramm an die Arbeit, in dem er sie auffordert, ihn zu vergessen. Als der Chefredakteur sie anschließend „Herzogin“ nennt, kündigt sie ihren Job. Pete beschließt daraufhin, Lynns Bekanntheit zu nutzen und sie zu einer Berühmtheit zu machen. Er verschafft ihr einen Job als Sängerin und Tänzerin in Nate’s Cafe, obwohl sie weder singen noch tanzen kann. Bei ihrer Premiere erntet Lynns bescheidene und selbstironische Art, über ihren Mangel an Talent zu sprechen, Lacher vom Publikum und sie wird ein Hit.
Als Lynn von der Freundin des berüchtigten Playboys Otto Bushe beleidigt wird, lässt sie die Frau aus Nates Lokal eskortieren und kommt in die Zeitungen. Nach einem cleveren Publicity-Stunt nach dem anderen wird „No Girl“ zu einem bekannten Namen und geht als Nachtclubstar nach London, um dort aufzutreten. Charles ist im Publikum und Lynn, die annimmt, dass sie sich immer noch lieben, geht mit ihm aus. Untröstlich kehrt Pete in die Staaten zurück, um Lynn ihr Glück zu ermöglichen, schickt ihr jedoch eine Schachtel Popcorn, um ihr zu versichern, dass er sie immer noch liebt. Als Charles Lynn bittet, eine Woche mit ihm wegzufahren, und andeutet, dass sie lockere Moralvorstellungen habe, verkündet sie der Presse, dass sie nach New York zurückkehrt, um auf einer Bank zu sitzen und Popcorn zu essen. Lynn kommt an einem Donnerstagabend im Schnee in New York an und eilt durch eine Menge von Verehrern, wobei sie ihren Nerz zerreißt, zur Bibliotheksbank, um Pete zu treffen. Nach einem Streit mit einem Taxifahrer, weil er kein Geld dabei hat, kommt Pete mit Popcorn in der Hand an und umarmt Lynn auf der Bank.

## Hintergrund
Gedreht wurde der Film vom 8. Oktober bis zum 4. Dezember 1934 auf der Iverson Movie Ranch in Chatsworth sowie in den Paramount-Studios in Hollywood.
Paramount konnte keinen geeigneten englischen Schauspieler für die Hauptrolle in diesem Film finden und versuchte, Franchot Tone von Metro-Goldwyn-Mayer auszuleihen, wurde jedoch abgewiesen, weil Tone bereits an Paramounts Bengali arbeitete und MGM ihn wieder zurückhaben wollte, sobald dieser Film fertig war.
Es wurde berichtet, dass der Film nach der Voraufführung so positiv aufgenommen wurde, dass Paramount beschloss, Wesley Ruggles und Claude Binyon als festes Regie-/Drehbuchteam einzustellen. Laut der Paramount Script Collection basiert dieser Film teilweise auf der Original-Filmgeschichte „Gaby Deslys“ von Melville Baker und Jack Kirkland. Der Titel ist vermutlich eine Anspielung auf eine französische Tänzerin namens Gaby Deslys, die in ihren Teenagerjahren berühmt war und 1915 ihr Filmdebüt in dem Paramount-Film Her Triumph gab.
Laut einer Nachrichtenmeldung vom 13. Februar 1935 wurde Restless, ein musikalisches Nebenthema des Films mit Musik von Tom Satterfield und Text von Sam Coslow von Abe Frankl von der „Famous Music Company“ in Notenform herausgegeben.
Dieser Film war der erste von sieben Filmen, in denen Claudette Colbert und Fred MacMurray zwischen 1935 und 1948 die Hauptrollen spielten.
Travis Banton war für das Kostümbild zuständig. Farciot Edouart schuf die visuellen Effekte.

## Veröffentlichung
Die Premiere des Films fand am 18. Januar 1935 in Buffalo statt. In der Bundesrepublik Deutschland wurde er am 10. Januar 1984 im deutschen Fernsehen ausgestrahlt.

## Kritiken
Der Filmkritiken-Aggregator Rotten Tomatoes hat in einer Auswertung ein Publikumsergebnis von 71 Prozent positiver Bewertungen ermittelt.
Andre Sennwald von der The New York Times beschrieb den Film als eine frische und fesselnde Filmkomödie. ein romantischer Spaß mit strahlendem Gesicht, der es schaffe, die Wärme und den Humor der Durchschnittsamerikaner wieder einzufangen, ohne selbst durchschnittlich zu werden. Wesley Ruggles habe das Werk größtenteils mit einem unglaublichen Gespür für Timing inszeniert, Claude Binyons Drehbuch sei außergewöhnlich fröhlich.
Die Variety sah in dem Film eine luftige Romanze mit viel Unterhaltung.
Das Lexikon des internationalen Films schrieb: „Schwungvolle Unterhaltung.“

## Auszeichnungen
1935 wurde der Film in die Top-Ten-Liste des National Board of Review aufgenommen.